# Calzada de Don Diego
Calzada de Don Diego é um município da Espanha na província de Salamanca, comunidade autónoma de Castela e Leão, de área 44,20 km² com população de 108 habitantes (2006) e densidade populacional de 4,5 hab./km².

## Demografia
| Variação demográfica do município entre 1991 e 2004 | Variação demográfica do município entre 1991 e 2004 | Variação demográfica do município entre 1991 e 2004 | Variação demográfica do município entre 1991 e 2004 |
| --------------------------------------------------- | --------------------------------------------------- | --------------------------------------------------- | --------------------------------------------------- |
| 1991                                                | 1996                                                | 2001                                                | 2004                                                |
| 315                                                 | 262                                                 | 245                                                 | 224                                                 |